# Sick Love
«Sick Love» es una canción de la banda de rock estadounidense Red Hot Chili Peppers. Pertenece al undécimo álbum de estudio del grupo llamado The Getaway, lanzado en el 2016. Esta es la sexta pista del disco y el tercer sencillo del mismo. El baterista de la banda, Chad Smith, confirmó el 13 de noviembre de 2016 que "Sick Love" sería el tercer sencillo de The Getaway. Fue lanzado el 4 de diciembre de 2016 acompañado de un video musical.
Esta canción cuenta con la participación especial de Elton John en el piano. También, Elton ayudó a la banda con la composición de la misma junto a su colaborador Bernie Taupin.

## Video musical
El 13 de noviembre de 2016 Chad Smith, baterista de los Chili Peppers, confirmó a través de su cuenta de Twitter que "Sick Love" se convertiría en el tercer sencillo de The Getaway y también afirmó que un videoclip sería lanzado junto a la canción. El video se estrenó el 4 de diciembre de 2016 y es una animación de distintas secuencias donde la banda también aparece como un dibujo animado. Beth Jeans Houghton fue la directora y también la ilustradora del mismo mientras que Houghton, junto con Joseph Brett, se encargaron de la animación.

## Personal
- Anthony Kiedis - voz
- Josh Klinghoffer - Guitarra eléctrica y coros
- Flea - Bajo
- Chad Smith - batería

### Músicos adicionales
- Elton John - piano
- Mauro Refosco - percusión

- Datos: Q27983252